# دة غرزه (مقاطعة دلفان)
دة غرزه (بالفارسية: ده گرزه) هي قرية تقع في قسم كاكاوند الغربي الريفي (مقاطعة دلفان) في إيران. يقدر عدد سكانها بـ 124 نسمة بحسب إحصاء 2016.